# Minervella baccettii
Minervella baccettii is een eenoogkreeftjessoort uit de familie van de Leptastacidae. De wetenschappelijke naam van de soort is voor het eerst geldig gepubliceerd in 1989 door Cottarelli & Venanzetti.